# Пенчо Стоянов
Пенчо Стоянов (9 лютого 1931, Софія, Болгарія — 24 листопада 2020) — болгарський композитор, теоретик музики та педагог.

## Життєпис
Народився 9 лютого 1931 у Софії. 
У 1955 року закінчив Болгарську державну консерваторію в класі «Композиція» Парашкева Хаджиєва та Панчо Владигерова. Пізніше вивчав композицію в Московській консерваторії у Арама Хачатуряна та теорію музики у Володимира Протопопова, Віктора Цукермана та Сергія Скребкова.
Педагогічну діяльність розпочав у 1955. 
Викладав у Болгарській державній консерваторії та в Софійському університеті «Святого Климент Охридського”. Викладав класи композиції у Німеччині, Південній Кореї та Австрії. 
Стоянов є автором підручників та інших музично-теоретичних праць.
В якості композитора створював симфонічну, камерну та хорову музику. Стоянов є автором п’яти симфоній та трьох симфонічних поем. Написав понад 350 хорових пісень.

## Твори
- 5 симфоний (1958—1982)
- симфонічна поема «Драва» (1970)
- симфонічна поема «Під час прощання» / На прощаване (1973)
- концерт для струнного оркестра (1976)
- 2 струнних квартета